# Fernando Trueba
Fernando Rodríguez Trueba (Madrid, 18 januari 1955) is een Spaans scenarioschrijver, regisseur en producent.
Tussen 1974 en 1979 werkte hij als filmrecensent voor het Spaanse dagblad El País. In 1980 startte hij het maandelijkse filmmagazine Casablanca, waar hij de eerste twee jaren als redacteur aan verbonden was. Hij is de auteur van Diccionario (Planeta 1997, Plot 2004, Galaxia Guttenberg 2006) en de editor van Diccionario del Jazz Latino (SGAE, 1998).
In zijn loopbaan won hij onder meer een BAFTA Award en een Oscar voor Beste Niet-Engelstalige Film voor zijn film Belle Époque in 1995, driemaal een Goya voor beste regisseur en een Zilveren Beer voor El año de las luces op het Filmfestival van Berlijn. El milagro de Candeal won een Goya voor Beste Documentaire en Chico & Rita een Goya voor Beste Animatie. In 1999 werd La niña de tus ojos genomineerd voor een Gouden Beer op het Filmfestival van Berlijn. In 2011 won hij de prijs van de Hongaarse nationale studentenjury voor Chico & Rita op het Kecskemét Animation Film Festival.
Als muziekproducent won hij twee Grammy Awards en vier Latin Grammy Awards.
Hij is de broer van David Trueba en de vader van Jónas Trueba.

## Filmografie als regisseur
- 1980: Ópera prima
- 1982: Mientras el cuerpo aguante
- 1983: Sal gorda
- 1985: Sé infiel y no mires con quién
- 1986: El año de las luces
- 1989: La mujer de tu vida: La mujer inesperada (aflevering miniserie)
- 1989: El sueño del mono loco
- 1992: Belle Époque
- 1995: Two Much
- 1998: La niña de tus ojos
- 2000: Calle 54 (documentaire)
- 2002: El embrujo de Shanghai
- 2004: El milagro de Candeal (documentaire)
- 2009: El baile de la Victoria
- 2010: Chico & Rita
- 2012: El artista y la modelo
- 2016: La reina de España
- 2020: El olvido que seremos
- 2023: They shot the piano player

## Discografie als producent
Tussen haakjes de uitvoerende artiest
- 2000: Calle 54 (Soundtrack)
- 2002: Lágrimas Negras (Bebo & Cigala')
- 2003: We Could Make Such Beautiful Music Together (Bebo Valdés & Federico Britos)
- 2004: Bebo de Cuba (Bebo Valdés)
- 2005: Bebo (Bebo Valdés)
- 2006: Paz (Niño Josele)
- 2007: Live at the Village Vanguard (Bebo Valdés & Javier Colina)
- 2008: Juntos para siempre (Bebo Valdés & Chucho Valdés)
- 2009: Caribe - Michel Camilo Big Band (Michel Camilo)
- 2010: Española (Niño Josele)

- Biblioteca Nacional de España: XX1069830
- Bibliothèque nationale de France: cb13926729n (data)
- Catàleg d'autoritats de noms i títols de Catalunya: 981058515131506706
- Gemeinsame Normdatei: 124562221
- International Standard Name Identifier: 0000 0000 6301 9148
- Library of Congress Control Number: no96040698
- Nationale Bibliotheek van Tsjechië: xx0178256
- Nationale Bibliotheek van Israël: 987007342371505171
- Nederlandse Thesaurus van Auteursnamen: 070853509
- SNAC: w65z6qtr
- Système universitaire de documentation: 055304176
- Virtual International Authority File: 32185689
- WorldCat: E39PBJfcPJXC7CHDkpmFT7mmVC